# 赵喜进
赵喜进（1935年—2012年7月21日）中国古生物学家。出生于山东省莒县，在烟台市长大。1953年在烟台一中高中毕业，被选派到苏联留学。1954年到北京俄文专修学校留苏预备部，学习一年的俄语。1956年到莫斯科大学地质系学习古生物学。1960年毕业回国，被分配到中国科学院古脊椎动物与古人类研究所，专门从事恐龙的研究，直到1995年退休。赵喜进曾带领考察队先后到云南、四川、内蒙古、宁夏、新疆和西藏等地进行了大量野外考察，发掘了大量的恐龙化石，并发现了铜、煤、石油等矿藏。

## 学术成果
其发现定名的恐龙包括：
- 朝阳龙(Chaoyangsaurus)
- 金沙江龙(Chinshakiangosaurus
- 大冲龙(Dachongosaurus）
- 达玛拉龙(Damalasaurus）
- 克拉美丽龙(Klamelisaurus）
- 昆明龙(Kunmingosaurus）
- 澜沧江龙('Lancangjiangosaurus）
- 健颈龙(Megacervixosaurus）
- 微齿龙(Microdontosaurus）
- 芒康龙(Monkonosaurus）
- 单脊龙(Monolophosaurus）
- 格西龙(Ngexisaurus）
- 三工河龙(Sangonghesaurus）
- 中华盗龙(Sinraptor）
- 峨山龙 (Oshanosaurus)(Oshanosaurus）
- 宣化角龙(Xuanhuasaurus）

此外他还建立和命名了马门溪龙科（Mamenchisauridae）。